# Ricardo Garibay
Ricardo Garibay (Tulancingo, Hidalgo, México, 18 de enero de 1923 - Cuernavaca, Morelos, 3 de mayo de 1999) fue un escritor y periodista mexicano. Estudió la licenciatura en derecho en la UNAM, donde además fue profesor de literatura por más de 4 años. Fue jefe de prensa de la Secretaría de Educación Pública y conductor del programa de televisión Calidoscopio: Temas de Garibay, en el Canal 13, Imevisión (México). Fue presidente del Colegio de Ciencias y Artes de Hidalgo, en Pachuca.
Colaboró en la Revista de la Universidad de México, en  Proceso (de la que fue cofundador), en Novedades y en Excélsior. Fue becario del Centro Mexicano de Escritores, de 1952 a 1953, e ingresó al Sistema Nacional de Creadores Artísticos de México (SNCA), como creador emérito, en 1994.[cita requerida]

## Obra publicada

### Antología
- Garibay entre líneas, Océano, México, 1985

### Crónica
- Las glorias del gran Púas, Grijalbo, México, 1979; 2a. ed., 1991.
- Tendajón mixto, Proceso, México, 1989.
- Chicoasén, Secretaria de Educación Pública, Gernika, El Nigromante, Consejo Nacional de Fomento Educativo, México, 1986.

### Cuento
- La nueva amante (plaqueta), Costa-Amic, Lunes, 26, México, 1949.
- Cuentos, Costa-Amic, Los Epígrafes, 15, 1952.
- El coronel, Panoramas, México, 1955.
- Rapsodia para un escándalo, Novarro, México, 1971.
- El gobierno del cuerpo, Joaquín Mortiz, México, 1977.
- El humito del tren y el humito dormido (plaqueta), Centro de Información y Desarrollo de la Comunicación y la Literatura Infantil, Reloj de Cuentos, México, 1985.
- Pedacería de espejo, Gobierno del estado de Tabasco, México, 1989.

### Ensayo
- Nuestra Señora de la Soledad en Coyoacán, Secretaría de Educación Pública (SEP), México, 1955.
- Cómo se pasa la vida, UNAM, Textos Contemporáneos, 1975.
- Diálogos mexicanos, Joaquín Mortiz, Contrapuntos, México, 1975.
- Confrontaciones (cine), Universidad Autónoma Metropolitana-Azcapotzalco (UAM-A), México, 1984.
- Oficio de leer, Océano, 1996.

### Guion cinematográfico
- Los hermanos Del Hierro, dir. Ismael Rodríguez, 1961.
- Lo que es del César, Joaquín Mortiz, Nueva Narrativa Hispánica, México, 1970.
- El mil usos, 1971.
- El Púas, Ágata, Guadalajara, México, 1991.

### Memorias
- Fiera infancia y otros años, Océano, México, 1982; CNCA, México, 1992.
- Cómo se gana la vida, Joaquín Mortiz, Contrapuntos, México, 1992.

### Novela
- Mazamitla, Los Presentes, México, 1954; Costa- Amic, 1955.
- Beber un cáliz, Joaquín Mortiz, Serie del Volador, México, 1965. Premio Mazatlán de Literatura 1965
- Bellísima Bahía, Joaquín Mortiz, México, 1968.
- La casa que arde de noche, Joaquín Mortiz, Serie del Volador, México, 1971; Secretaría de Educación Pública (SEP)/ Joaquín Mortiz, Lecturas Mexicanas, 2a, serie, 45, México, 1986.
- Par de reyes, Océano, México, 1983.
- Aires de blues, Grijalbo, México, 1984.
- Gamuza, UAM-Azcapozalco, México, 1988.
- Taíb, Grijalbo, México, 1989.
- Triste domingo, Joaquín Mortiz, Novelistas Contemporáneos, México, 1991.
- Trío, Grijalbo, México, 1993.
- El joven aquel, Océano, México, 1997
- Lía y Lourdes, Océano, México, 1998

### Reportaje
- Lo que ve el que vive!, Excelsior, México, 1976.
- Acapulco, Grijalbo, México, 1979.

### Teatro
- Mujeres en un acto, Posada, México, 1978.
- Lindas maestras!, Joaquín Mortiz, Serie del Volador, México, 1987.

## Premios
- Premio Mazatlán 1962, por Beber un cáliz.
- Premio Nacional de Periodismo, 1987.
- Premio al mejor libro extranjero publicado en Francia, 1975 por La casa que arde de noche.
- Premio Bellas Artes de Narrativa Colima para Obra Publicada, 1989, por Taíb.

## Otros honores
Desde el año 2006, el estado de Hidalgo y la dirección de cultura han desarrollado el premio literario Ricardo Garibay de cuento, otorgado al mejor libro hidalguense de cuentos. Se realiza anualmente.
En memoria suya, la biblioteca ubicada en el Parque David Ben Gurion, en Pachuca, lleva su nombre. En Tulancingo, se encuentra el Centro Cultural "Ricardo Garibay", el cual fue inaugurado el 30 de septiembre del 2015 por el arquitecto Julio César Soto Márquez.[cita requerida]

## Testimonios y crítica
El escritor Sandro Cohen publicó: "Considero que Ricardo Garibay es un escritor singular en México y el mundo. Es una figura sin la cual no se entienden las letras mexicanas del siglo XX; es un eslabón fundamental en nuestra narrativa." 
En su obituario, Adolfo Castañón escribió: "Ricardo Garibay aparece como un artesano riguroso de la palabra eclipsado por la fuerza de una personalidad malhumorada, a veces estrepitosa, orgullosa hasta el enfado. Algo en él recuerda a Ernest Hemingway: el culto del hombre rudo, la devoción machista, aparejada a un deportivo virtuosismo del cuento real." 